# Felt (groupe)
Felt est un groupe pop des années 1980. Il est fondé à Birmingham en 1979 par Lawrence (chanteur et guitariste) et Maurice Deebank (guitariste), lequel quittera le groupe en 1986, pour être remplacé par l'organiste/claviériste Martin Duffy.
Felt sort un premier album, Crumbling the Antiseptic Beauty en 1981 sur le label Cherry Red et aura un peu de succès avec les albums Ignite the Seven Cannons (1985) produit par Robin Guthrie (Cocteau Twins), le très pop Forever Breathes The Lonely Word (1986) et leur dernier album, Me And A Monkey On The Moon (1989) produit par Adrian Borland, chanteur de The Sound.
À l'origine, le son et les compositions de Felt étaient assez obscurs, presque cold wave. Le groupe a ensuite évolué, se tournant vers des univers bien plus pop et parfois sixties, de par l'utilisation fréquente de l'orgue Hammond.
Felt est cité comme influence majeure par nombre de groupes pop et rock, par exemple Stuart Murdoch de Belle and Sebastian ou Tim Burgess de The Charlatans.
Le groupe se séparera selon le souhait de leur leader fantasque et étrange, Lawrence, qui voulait sortir 10 albums en dix ans.

## Discographie

### Albums
- Crumbling the Antiseptic Beauty (Cherry Red, 1981)
- The Splendour of Fear (Cherry Red, 1984)
- The Strange Idols Pattern and Other Short Stories (Cherry Red, 1984)
- Ignite the Seven Cannons (Cherry Red, 1985)
- Let the Snakes Crinkle Their Heads to Death (Creation Records, 1986)
- Forever Breathes the Lonely Word (Creation Records, 1986)
- Poem of the River (Creation Records, 1987)
- The Pictorial Jackson Review (Creation Records, 1988)
- Train Above the City (Creation Records, 1988)
- Me and a Monkey on the Moon (él Records, 1989)

### Compilations
- Gold Mine Trash (Cherry Red, 1987)
- Bubblegum Perfume (Creation Records, 1990)
- Absolute Classic Masterpieces (Cherry Red, 1992)
- Absolute Classic Masterpieces Volume II (Creation Records, 1993)
- Stains on a Decade (Cherry Red, 2003)

### Videos
- A Declaration - Live In Concert, London, February 1987 (DVD, Cherry Red, 2003)